# Luboszewy
Luboszewy – wieś w Polsce położona w województwie łódzkim, w powiecie tomaszowskim, w gminie Lubochnia.
Wieś graniczy z Tomaszowem Mazowieckim. 
Wieś Luboszewy składa się z trzech części pospolicie nazywanymi Jabłoń, Przedziałki i Stara Wieś które oddziela bór sosnowy. Na terenie wsi znajduje się jezioro nazywane pospolicie Ługiem.
Wieś królewska w tenucie inowłodzkiej w powiecie brzezińskim województwa łęczyckiego w końcu XVI wieku. 
W latach 1918–1939 miejscowość administracyjnie należała do powiatu brzezińskiego i województwa łódzkiego.
W latach 1945–1975 miejscowość administracyjnie należała do powiatu rawskiego i województwa łódzkiego.
W latach 1975–1998 miejscowość administracyjnie należała do województwa piotrkowskiego.